# NGC 4177
NGC 4177 est une galaxie spirale située dans la constellation du Corbeau. NGC 4177 a été découverte par l'astronome germano-britannique William Herschel en 1786.

## Caractéristiques
La classe de luminosité de NGC 4177 est III et elle présente une large raie HI. Elle renferme également des régions d'hydrogène ionisé.

### Distance
Sa vitesse par rapport au fond diffus cosmologique est de 4 439 ± 26 km/s, ce qui correspond à une distance de Hubble de 65,5 ± 4,6 Mpc (∼214 millions d'al).
À ce jour, trois mesures non basées sur le décalage vers le rouge (redshift) donnent une distance de 71,900 ± 0,436 Mpc (∼235 millions d'al), ce qui est à l'intérieur des valeurs de la distance de Hubble. Notons cependant que c'est avec la valeur moyenne des mesures indépendantes, lorsqu'elles existent, que la base de données NASA/IPAC calcule le diamètre d'une galaxie et qu'en conséquence le diamètre de NGC 4177 pourrait être d'environ 32,8 kpc (∼107 000 al) si on utilisait la distance de Hubble pour le calculer.

## Trou noir supermassif
Selon les auteurs d'un article publié en 2002, la masse du trou noir central de NGC 4177 est de 6,76 x 106{\displaystyle M_{\odot }} (106,83{\displaystyle M_{\odot }}).  